# Morti nel 1913

## Gennaio(43)
- 1º gennaio - Carlo Agnoletti, presbitero e storico italiano (n. 1845)
- 1º gennaio - Ernest Guilbert, scultore francese (n. 1848)
- 2 gennaio - Julius Euting, orientalista e arabista tedesco (n. 1839)
- 2 gennaio - Léon Philippe Teisserenc de Bort, meteorologo francese (n. 1855)
- 3 gennaio - Giovanni Blandini, vescovo cattolico italiano (n. 1832)
- 3 gennaio - Amelia Gayle, bibliotecaria statunitense (n. 1826)
- 3 gennaio - James Hamilton, II duca di Abercorn, politico britannico (n. 1838)
- 3 gennaio - Hyozo Omori, educatore giapponese (n. 1876)
- 4 gennaio - Felice Cameroni, critico letterario e giornalista italiano (n. 1844)
- 4 gennaio - Fredrik Hjalmar Johansen, esploratore norvegese (n. 1867)
- 4 gennaio - Benjamin Leigh Smith, navigatore e esploratore britannico (n. 1828)
- 4 gennaio - Alfred von Schlieffen, generale tedesco (n. 1833)
- 5 gennaio - Louis Paul Cailletet, fisico e inventore francese (n. 1832)
- 5 gennaio - Lewis Swift, astronomo statunitense (n. 1820)
- 6 gennaio - Frederick Hitch, militare britannico (n. 1856)
- 6 gennaio - Rita Lopes de Almeida, religiosa portoghese (n. 1848)
- 8 gennaio - Patrick Joseph Power, politico irlandese (n. 1850)
- 9 gennaio - Giuseppe Lauricella, matematico e fisico italiano (n. 1867)
- 10 gennaio - Ella Ewing, statunitense (n. 1872)
- 10 gennaio - Giovanni Gargiolli, fotografo italiano (n. 1838)
- 10 gennaio - Emilio Zocchi, scultore italiano (n. 1835)
- 13 gennaio - Guglielmo Amedeo Lori, pittore italiano (n. 1869)
- 13 gennaio - Clemente Pellegrini, avvocato e politico italiano (n. 1841)
- 20 gennaio - Ferdinando Delor, giornalista e scrittore italiano (n. 1838)
- 20 gennaio - José Guadalupe Posada, incisore messicano (n. 1851)
- 20 gennaio - Karl Wittgenstein, imprenditore e mecenate austriaco (n. 1847)
- 21 gennaio - Fanny Jackson Coppin, docente e missionaria statunitense (n. 1837)
- 22 gennaio - Pietro Formichi, compositore italiano (n. 1829)
- 22 gennaio - Eduard Peithner von Lichtenfels, pittore austriaco (n. 1833)
- 23 gennaio - Frederick Holman, nuotatore britannico (n. 1883)
- 23 gennaio - Angiolo Nardi Dei, matematico e politico italiano (n. 1833)
- 23 gennaio - Nazim Pascià, militare e politico ottomano (n. 1848)
- 25 gennaio - Paulin Méry, medico e politico francese (n. 1860)
- 26 gennaio - Emilio Tiraboschi, medico italiano (n. 1862)
- 27 gennaio - Ranieri Ferdinando d'Asburgo-Lorena, generale austriaco (n. 1827)
- 27 gennaio - Robert Collett, zoologo norvegese (n. 1842)
- 28 gennaio - Julius Heinrich Franz, astronomo tedesco (n. 1847)
- 28 gennaio - Segismundo Moret, politico spagnolo (n. 1833)
- 29 gennaio - Édouard Debat-Ponsan, pittore francese (n. 1847)
- 29 gennaio - Hermann Traube, mineralogista tedesco (n. 1860)
- 31 gennaio - Arnold Ludwig Gotthilf Heller, anatomista tedesco (n. 1840)
- 31 gennaio - James Lindsay, XXVI conte di Crawford, politico scozzese (n. 1847)
- 31 gennaio - Joseph Lyman Silsbee, architetto statunitense (n. 1848)

## Febbraio(34)
- 2 febbraio - Giovanni Alfazio, prefetto e politico italiano (n. 1838)
- 2 febbraio - Francesco Di Bartolo, pittore e incisore italiano (n. 1826)
- 2 febbraio - Gustaf de Laval, ingegnere, inventore e imprenditore svedese (n. 1845)
- 3 febbraio - Pietro Vacchelli, politico e patriota italiano (n. 1837)
- 4 febbraio - Franz Xaver Nagl, cardinale e arcivescovo cattolico austriaco (n. 1855)
- 5 febbraio - Albert Edison Austin, golfista canadese (n. 1888)
- 5 febbraio - Lio Gangeri, scultore italiano (n. 1845)
- 5 febbraio - Lucius Frederick Hubbard, politico statunitense (n. 1836)
- 6 febbraio - Francesco Spinelli, presbitero italiano (n. 1853)
- 9 febbraio - Bernardo Reyes, generale e politico messicano (n. 1850)
- 10 febbraio - Arsenij Arkad'evič Goleniščev-Kutuzov, nobile, poeta e scrittore russo (n. 1848)
- 10 febbraio - Kōnstantinos Tsiklītīras, lunghista e altista greco (n. 1888)
- 14 febbraio - Salvatore Buscemi, politico e giurista italiano (n. 1840)
- 14 febbraio - Frank Richardson, attore statunitense
- 15 febbraio - Florence Barker, attrice statunitense (n. 1891)
- 16 febbraio - Giuseppe Palumbo, politico e ammiraglio italiano (n. 1840)
- 17 febbraio - Cesare Donati, scrittore e giornalista italiano (n. 1826)
- 17 febbraio - Joaquin Miller, poeta, drammaturgo e giurista statunitense (n. 1837)
- 17 febbraio - Ignazio Monterisi, vescovo cattolico italiano (n. 1860)
- 18 febbraio - Tolbert Lanston, inventore statunitense (n. 1844)
- 18 febbraio - Desiderio Reich, storico e storiografo italiano (n. 1849)
- 20 febbraio - William Arrol, imprenditore e politico scozzese (n. 1839)
- 22 febbraio - Francisco Madero, politico, imprenditore e generale messicano (n. 1873)
- 22 febbraio - José María Pino Suárez, politico, poeta e giornalista messicano (n. 1869)
- 22 febbraio - Cesare Tarditi, militare e politico italiano (n. 1842)
- 22 febbraio - Longyu, imperatrice cinese (n. 1868)
- 22 febbraio - Ferdinand de Saussure, linguista e semiologo svizzero (n. 1857)
- 24 febbraio - Giovanni Battista Rota, vescovo cattolico italiano (n. 1834)
- 26 febbraio - Angelo De Gubernatis, etnologo, linguista e orientalista italiano (n. 1840)
- 26 febbraio - Felix Draeseke, compositore tedesco (n. 1835)
- 27 febbraio - Riccardo Cessi, pittore italiano (n. 1840)
- 27 febbraio - William White, progettista britannico (n. 1845)
- 28 febbraio - Leaf Daniell, schermidore britannico (n. 1877)
- 28 febbraio - George Finnegan, pugile statunitense (n. 1881)

## Marzo(46)
- 2 marzo - Thomas Hodgkin, storico inglese (n. 1831)
- 2 marzo - Carlo Romussi, avvocato, giornalista e politico italiano (n. 1847)
- 4 marzo - Casimir Arvet-Touvet, botanico francese (n. 1841)
- 4 marzo - Giuliano Volpi, pittore italiano (n. 1838)
- 5 marzo - Angelo De Vincenti, medico italiano (n. 1848)
- 5 marzo - Luigi Hugues, geografo e compositore italiano (n. 1836)
- 6 marzo - Paul Friedrich August Ascherson, storico, botanico e linguista tedesco (n. 1834)
- 7 marzo - Carl Diercke, cartografo tedesco (n. 1842)
- 7 marzo - Pauline Johnson, scrittrice, traduttrice e attivista canadese (n. 1861)
- 8 marzo - Francesco Cagnola, avvocato, giornalista e politico italiano (n. 1828)
- 8 marzo - Claudina Cucchi, ballerina italiana (n. 1834)
- 8 marzo - Alfred Picard, funzionario, politico e ingegnere francese (n. 1844)
- 9 marzo - Ermanno di Hohenlohe-Langenburg, principe tedesco (n. 1832)
- 9 marzo - Eberhard Nestle, biblista e orientalista tedesco (n. 1851)
- 10 marzo - Mario Pieri, matematico italiano (n. 1860)
- 10 marzo - Mario Tosatto, pittore, scultore e architetto italiano (n. 1885)
- 10 marzo - Harriet Tubman, attivista statunitense (n. 1822)
- 11 marzo - Silvio Arrivabene Valenti Gonzaga, imprenditore e politico italiano (n. 1844)
- 12 marzo - Josef Bayer, compositore austriaco (n. 1852)
- 12 marzo - Henry Detouche, pittore, incisore e disegnatore francese (n. 1854)
- 13 marzo - Félix Resurrección Hidalgo, pittore filippino (n. 1855)
- 13 marzo - Thomas Peter Krag, scrittore norvegese (n. 1868)
- 14 marzo - William Hale White, scrittore britannico (n. 1831)
- 15 marzo - John R. Cumpson, attore statunitense (n. 1868)
- 16 marzo - Louis-Maurice Boutet de Monvel, pittore e illustratore francese (n. 1850)
- 16 marzo - Friedrich Lüthi, tiratore a segno svizzero (n. 1850)
- 17 marzo - Soledad Acosta, scrittrice e giornalista colombiana (n. 1833)
- 17 marzo - Eugen Büchner, zoologo russo (n. 1861)
- 17 marzo - Emma Schenson, fotografa e pittrice svedese (n. 1827)
- 18 marzo - Giorgio I di Grecia, re (n. 1845)
- 22 marzo - Frank S. Black, politico statunitense (n. 1853)
- 22 marzo - Gheorghe Grigore Cantacuzino, politico rumeno (n. 1833)
- 22 marzo - Frederick Carrington, generale inglese (n. 1844)
- 22 marzo - Ruggero Oddi, anatomista e fisiologo italiano (n. 1864)
- 22 marzo - Pierre-Louis Pierson, fotografo francese (n. 1822)
- 22 marzo - Pietro Respighi, cardinale e arcivescovo cattolico italiano (n. 1843)
- 22 marzo - Song Jiaoren, rivoluzionario cinese (n. 1882)
- 23 marzo - Evandro Caravaggio, politico e prefetto italiano (n. 1836)
- 23 marzo - Federico Garlanda, politico e glottologo italiano (n. 1857)
- 25 marzo - William J. Northen, politico statunitense (n. 1835)
- 25 marzo - Garnet Wolseley, generale britannico (n. 1833)
- 26 marzo - Ippolito Onorio De Luca, avvocato, giornalista e politico italiano (n. 1849)
- 29 marzo - Enrico XIV di Reuss-Gera, nobile tedesco (n. 1832)
- 29 marzo - Wilhelm Schuppe, filosofo tedesco (n. 1836)
- 30 marzo - Sidney Herbert, XIV conte di Pembroke, nobile e politico britannico (n. 1853)
- 31 marzo - John Pierpont Morgan, banchiere e imprenditore statunitense (n. 1837)

## Aprile(31)
- 1º aprile - Barsanufio di Optina, religioso russo (n. 1845)
- 4 aprile - Lamberto Loria, etnografo, naturalista e esploratore italiano (n. 1855)
- 4 aprile - Alessandro Parisotti, compositore e critico musicale italiano (n. 1853)
- 5 aprile - Antonio Cavagna Sangiuliani, storico italiano (n. 1843)
- 6 aprile - Adolf Slaby, fisico tedesco (n. 1849)
- 9 aprile - Addison Brown, avvocato, magistrato e botanico statunitense (n. 1830)
- 10 aprile - Carlo Guerrieri Gonzaga, politico e militare italiano (n. 1827)
- 10 aprile - Ernst Otto Schlick, ingegnere tedesco (n. 1840)
- 11 aprile - Herbert Druce, entomologo britannico (n. 1846)
- 11 aprile - Carlo Alberto Quigini Puliga, ammiraglio e politico italiano (n. 1840)
- 13 aprile - Paul Janson, politico belga (n. 1840)
- 14 aprile - Francesco Fodde, militare italiano (n. 1890)
- 14 aprile - Carl Hagenbeck, mercante tedesco (n. 1844)
- 15 aprile - William Jones, militare britannico (n. 1839)
- 15 aprile - Ğabdulla Tuqay, scrittore, poeta e editore russo (n. 1886)
- 17 aprile - Dino Mantovani, scrittore e critico letterario italiano (n. 1862)
- 19 aprile - Raymond Etherington-Smith, canottiere britannico (n. 1877)
- 19 aprile - Hugo Winckler, archeologo e storico tedesco (n. 1863)
- 21 aprile - Raymond Callemin, anarchico belga (n. 1890)
- 21 aprile - Filippo Massimiliano Del Drago Biscia Gentili, principe italiano (n. 1824)
- 21 aprile - Robert V. Ferguson, attore scozzese (n. 1848)
- 21 aprile - Alphonse Moutte, pittore francese (n. 1840)
- 21 aprile - Charles Newton Robinson, schermidore britannico (n. 1853)
- 22 aprile - Ruggero Bardazzi, militare italiano (n. 1885)
- 25 aprile - Mychajlo Mychajlovyč Kocjubyns'kyj, scrittore e attivista ucraino (n. 1864)
- 25 aprile - Giovanni Battista Piamarta, presbitero italiano (n. 1841)
- 27 aprile - Edward Leach, generale irlandese (n. 1847)
- 27 aprile - Gabriel von Seidl, architetto tedesco (n. 1848)
- 28 aprile - Adolfo Engel, imprenditore, dirigente d'azienda e politico svizzero (n. 1851)
- 29 aprile - Erich Schmidt, storico della letteratura tedesco (n. 1853)
- 30 aprile - Giuseppe Bracci Testasecca, ingegnere e politico italiano (n. 1853)

## Maggio(42)
- 2 maggio - Adolf Lang, architetto ungherese (n. 1848)
- 3 maggio - Giuseppe Gavazzi, numismatico italiano (n. 1831)
- 3 maggio - José Ruiz y Blasco, pittore e docente spagnolo (n. 1838)
- 5 maggio - Henry Moret, pittore francese (n. 1856)
- 6 maggio - Elena Guro, scrittrice e pittrice russa (n. 1877)
- 6 maggio - Andreas Markl, militare e numismatico austriaco (n. 1829)
- 6 maggio - Alexandros Schinas, anarchico greco (n. 1870)
- 6 maggio - Knud Johannes Vogelius Steenstrup, geologo e esploratore danese (n. 1842)
- 6 maggio - Rinaldo Taverna, nobile, politico e generale italiano (n. 1839)
- 7 maggio - Giovanni Quistini, avvocato e politico italiano (n. 1841)
- 8 maggio - Louis Adolphus Duhring, dermatologo statunitense (n. 1845)
- 8 maggio - Ulrica Nisch, religiosa tedesca (n. 1882)
- 9 maggio - Giannino Camperio, dirigente sportivo, allenatore di calcio e calciatore italiano (n. 1876)
- 10 maggio - Antonio Piterà, vescovo cattolico e teologo italiano (n. 1823)
- 11 maggio - Carlo Mazzolani, magistrato, patriota e politico italiano (n. 1829)
- 11 maggio - Alois Zott, matematico, fisico e alpinista tedesco (n. 1856)
- 12 maggio - Susan Huntington Gilbert Dickinson, poetessa statunitense (n. 1830)
- 12 maggio - Friedrich Huch, scrittore tedesco (n. 1873)
- 12 maggio - Enriqueta Martí, serial killer spagnola (n. 1868)
- 13 maggio - Oskar Cordel, scacchista tedesco (n. 1843)
- 13 maggio - Giustino Ferri, scrittore e giornalista italiano (n. 1856)
- 14 maggio - Natal'ja Aleksandrovna Puškina, contessa russa (n. 1836)
- 14 maggio - Thérésa, cantante francese (n. 1837)
- 16 maggio - Nicolò Madalena, militare italiano (n. 1863)
- 16 maggio - Romeo Orsi, militare italiano (n. 1887)
- 16 maggio - Louis Perrier, architetto e politico svizzero (n. 1849)
- 17 maggio - Heinrich Martin Weber, matematico tedesco (n. 1842)
- 18 maggio - Marcello De Mari, politico italiano (n. 1837)
- 19 maggio - Francesco Uetam, basso spagnolo (n. 1847)
- 20 maggio - Henry Flagler, imprenditore statunitense (n. 1830)
- 21 maggio - Giacomo Maria Corna Pellegrini Spandre, vescovo cattolico italiano (n. 1827)
- 21 maggio - Tommaso Gessi, nobile e politico italiano (n. 1844)
- 22 maggio - Guido Bigio, pilota automobilistico e progettista italiano (n. 1881)
- 23 maggio - Sandro Camasio, giornalista, scrittore e regista italiano (n. 1886)
- 23 maggio - Keyes O'Clery, militare e avvocato irlandese (n. 1849)
- 25 maggio - Alfred Redl, militare austro-ungarico (n. 1864)
- 27 maggio - Fedele De Siervo, politico italiano (n. 1825)
- 28 maggio - John Lubbock, archeologo britannico (n. 1834)
- 30 maggio - Camille Langevin, operaio francese (n. 1843)
- 31 maggio - Edward Fisher, organista e direttore d'orchestra canadese (n. 1848)
- 31 maggio - Arturo Graf, poeta, aforista e critico letterario italiano (n. 1848)
- 31 maggio - Antonino Leto, pittore italiano (n. 1844)

## Giugno(39)
- 1º giugno - Giuseppe Greppi, imprenditore e filantropo italiano (n. 1826)
- 2 giugno - Alfred Austin, poeta e giornalista inglese (n. 1835)
- 2 giugno - Eleanor Caines, attrice statunitense (n. 1880)
- 3 giugno - Gabriele Bordonaro, imprenditore e politico italiano (n. 1834)
- 6 giugno - Ethelbert William Bullinger, teologo e biblista britannico (n. 1837)
- 7 giugno - Silvio Giulio Rotta, pittore italiano (n. 1853)
- 8 giugno - Emily Davison, attivista inglese (n. 1872)
- 8 giugno - George Wyndham, politico e critico letterario inglese (n. 1863)
- 11 giugno - Arnold Pagenstecher, medico e entomologo tedesco (n. 1837)
- 11 giugno - Mahmut Şevket Pascià, generale ottomano (n. 1856)
- 12 giugno - Andrew Drew, tennista statunitense (n. 1885)
- 13 giugno - Camille Lemonnier, scrittore, giornalista e poeta belga (n. 1844)
- 13 giugno - Gustavo Monti, avvocato e politico italiano (n. 1844)
- 14 giugno - Paavo Cajander, poeta e traduttore finlandese (n. 1846)
- 15 giugno - Guglielmo Berchet, patriota, politico e storico italiano (n. 1833)
- 15 giugno - William Compton, V marchese di Northampton, politico inglese (n. 1851)
- 16 giugno - Frederikke Federspiel, fotografa danese (n. 1839)
- 17 giugno - Federico Gattorno, militare e politico italiano (n. 1836)
- 17 giugno - Ingeborg Bronsart von Schellendorf, compositrice e pianista tedesca (n. 1840)
- 17 giugno - Vincenzo Vischi, politico italiano (n. 1824)
- 18 giugno - Michele Grassi Pasini, imprenditore e politico italiano (n. 1830)
- 18 giugno - Leopoldo Minesso, avvocato, giornalista e politico italiano (n. 1842)
- 19 giugno - Paolo Zuccarelli, pilota automobilistico e ingegnere italiano (n. 1886)
- 20 giugno - Francis Fox Tuckett, alpinista britannico (n. 1834)
- 22 giugno - Ștefan Octavian Iosif, poeta e traduttore rumeno (n. 1875)
- 22 giugno - Victorin-Hippolyte Jasset, regista e sceneggiatore francese (n. 1862)
- 23 giugno - Ambrosio Figueroa, generale, politico e rivoluzionario messicano (n. 1869)
- 23 giugno - Nicolás de Piérola, politico peruviano (n. 1839)
- 24 giugno - Giuseppe Allievo, filosofo e pedagogista italiano (n. 1830)
- 24 giugno - Ivan Andreevič Arapov, ufficiale russo (n. 1844)
- 26 giugno - Giulio Rolland, pittore e decoratore italiano (n. 1859)
- 26 giugno - Giovanni Sardi, architetto italiano (n. 1863)
- 27 giugno - Philip Lutley Sclater, giurista e ornitologo britannico (n. 1829)
- 27 giugno - Cromartie Sutherland-Leveson-Gower, IV duca di Sutherland, nobile britannico (n. 1851)
- 27 giugno - Şehzade Mahmud Necmeddin, principe ottomano (n. 1878)
- 28 giugno - Ernst Betche, botanico tedesco (n. 1851)
- 30 giugno - Alphonse Kirchhoffer, schermidore francese (n. 1873)
- 30 giugno - Rosendo Mendizábal, musicista e compositore argentino (n. 1868)
- 30 giugno - Henri Rochefort, letterato, giornalista e politico francese (n. 1831)

## Luglio(24)
- 2 luglio - Miklós Fekete, calciatore ungherese (n. 1892)
- 3 luglio - Vilhelm Valdemar Petersen, architetto danese (n. 1830)
- 3 luglio - Robert Lendlmayer von Lendenfeld, alpinista, biologo e cartografo austriaco (n. 1858)
- 4 luglio - Alfred Lyttelton, politico, calciatore e crickettista inglese (n. 1857)
- 5 luglio - Arisugawa Takehito, militare giapponese (n. 1862)
- 7 luglio - Giovanni Montemartini, politico italiano (n. 1867)
- 8 luglio - Louis Hémon, scrittore francese (n. 1880)
- 9 luglio - Vasil Čekalarov, rivoluzionario bulgaro (n. 1874)
- 10 luglio - Mikoláš Aleš, pittore ceco (n. 1852)
- 10 luglio - Pietro Carmine, politico italiano (n. 1841)
- 11 luglio - Charles Lavigne, missionario e vescovo cattolico francese (n. 1840)
- 14 luglio - Giuseppe Aurelio Costanzo, letterato e poeta italiano (n. 1843)
- 14 luglio - Carlo Monticelli, anarchico, poeta e editore italiano (n. 1857)
- 14 luglio - Johann Baptist Schott, architetto tedesco (n. 1853)
- 15 luglio - Domenico Lobello, medico e patriota italiano (n. 1838)
- 17 luglio - Jassim bin Mohammed Al Thani, sovrano qatariota (n. 1825)
- 18 luglio - Viggo Malmqvist, calciatore danese (n. 1892)
- 22 luglio - Hugo Laspeyres, mineralogista tedesco (n. 1836)
- 23 luglio - Salome Dadiani, principessa georgiana (n. 1848)
- 24 luglio - William Bellairs, militare e politico britannico (n. 1828)
- 25 luglio - Federico Eusebio, storico e archeologo italiano (n. 1852)
- 26 luglio - Igino Petrone, filosofo e giurista italiano (n. 1870)
- 29 luglio - Tobias Michael Carel Asser, giurista olandese (n. 1838)
- 30 luglio - Onorato Comini, politico italiano (n. 1843)

## Agosto(36)
- 1º agosto - Nicola Coviello, giurista italiano (n. 1867)
- 1º agosto - Lesja Ukraïnka, poetessa ucraina (n. 1871)
- 3 agosto - Josephine Cochrane, inventrice statunitense (n. 1839)
- 3 agosto - Joseph Graybill, attore statunitense (n. 1887)
- 3 agosto - William Lyne, politico australiano (n. 1844)
- 4 agosto - Maurice Dumarest, ufficiale, collezionista d'arte e mecenate francese (n. 1831)
- 4 agosto - Étienne Laspeyres, economista e statistico tedesco (n. 1834)
- 4 agosto - Luigi Mapelli, compositore e direttore d'orchestra italiano (n. 1855)
- 6 agosto - Reginald Lee, marinaio britannico (n. 1870)
- 7 agosto - Vittorio Avanzi, pittore italiano (n. 1850)
- 7 agosto - Amédée Joyau, pittore e incisore francese (n. 1872)
- 7 agosto - Fernand Pelez, pittore francese (n. 1848)
- 7 agosto - David Popper, compositore e violoncellista boemo (n. 1843)
- 9 agosto - Domizio Cavazza, enologo italiano (n. 1856)
- 9 agosto - John Kemys Spencer-Churchill, militare e politico britannico (n. 1835)
- 10 agosto - Johannes Linnankoski, scrittore e drammaturgo finlandese (n. 1869)
- 12 agosto - Arvid Aae, pittore svedese (n. 1877)
- 12 agosto - Aimé Morot, pittore e scultore francese (n. 1850)
- 12 agosto - Lorenzo Tiepolo, avvocato e politico italiano (n. 1845)
- 13 agosto - August Bebel, politico e scrittore tedesco (n. 1840)
- 13 agosto - Ildebrando de Hemptinne, abate belga (n. 1848)
- 18 agosto - Igino Cocchi, geologo e paleontologo italiano (n. 1827)
- 20 agosto - Carl Ludwig von Bar, avvocato e giurista tedesco (n. 1836)
- 20 agosto - Émile Ollivier, politico, scrittore e pittore francese (n. 1825)
- 22 agosto - Alberto Viriglio, scrittore, poeta e giornalista italiano (n. 1851)
- 22 agosto - François Oscar de Négrier, militare francese (n. 1839)
- 25 agosto - Antonio Winspeare, politico e prefetto italiano (n. 1840)
- 27 agosto - Charles Michael Caughy, dirigente sportivo e diplomatico statunitense (n. 1850)
- 28 agosto - Leopold Hoffer, scacchista e giornalista inglese (n. 1842)
- 28 agosto - Alexander Macfarlane, matematico scozzese (n. 1851)
- 28 agosto - Domenico Vallino, alpinista e fotografo italiano (n. 1842)
- 29 agosto - Hermann Aron, fisico tedesco (n. 1845)
- 29 agosto - Friedrich Carl Alwin Pockels, fisico italiano (n. 1865)
- 30 agosto - Ivan Vladimirovič Cvetaev, storico russo (n. 1847)
- 30 agosto - Paolo Magretti, naturalista, entomologo e esploratore italiano (n. 1854)
- 31 agosto - Erwin Bälz, medico tedesco (n. 1849)

## Settembre(31)
- 1º settembre - Rajendra Narayan, principe indiano (n. 1882)
- 2 settembre - Okakura Kakuzō, scrittore giapponese (n. 1862)
- 2 settembre - Filippo Spatafora, patriota e politico italiano (n. 1830)
- 5 settembre - Willi Fick, calciatore tedesco (n. 1891)
- 7 settembre - Primitivo Gonzáles del Alba, criminologo spagnolo (n. 1849)
- 7 settembre - José de Calasanz Félix Santiago Vives y Tutó, cardinale spagnolo (n. 1854)
- 9 settembre - Moammed Sceab, poeta libanese (n. 1887)
- 9 settembre - Paul de Smet de Naeyer, politico belga (n. 1843)
- 10 settembre - William Jay Gaynor, politico statunitense (n. 1849)
- 11 settembre - Julius Perlis, scacchista polacco (n. 1880)
- 12 settembre - Aleksandra Sergeevna Al'bedinskaja, nobildonna russa (n. 1834)
- 13 settembre - Georgij Aleksandrovič Jur'evskij, russo (n. 1872)
- 13 settembre - Aurel Vlaicu, aviatore rumeno (n. 1882)
- 15 settembre - Ármin Vámbéry, storico, linguista e orientalista ungherese (n. 1832)
- 18 settembre - Agostino Della Sala Spada, scrittore e giornalista italiano (n. 1842)
- 19 settembre - Giacomo Doria, naturalista, botanico e politico italiano (n. 1840)
- 20 settembre - Ferdinand Blumentritt, etnografo, educatore e scrittore austro-ungarico (n. 1853)
- 21 settembre - Teobaldo Calissano, politico italiano (n. 1857)
- 21 settembre - Tommaso Salsa, generale italiano (n. 1857)
- 21 settembre - Michele Tripisciano, scultore italiano (n. 1860)
- 22 settembre - Emmeline Lewis Lloyd, alpinista britannica (n. 1827)
- 23 settembre - Pietro Taglialatela, pastore protestante, filosofo e scrittore italiano (n. 1829)
- 25 settembre - Marie Béquet de Vienne, attivista francese (n. 1854)
- 25 settembre - Herbert William Garratt, ingegnere inglese (n. 1864)
- 26 settembre - Rudolf Raimann, compositore ungherese (n. 1861)
- 26 settembre - Alfonso Rubbiani, restauratore e letterato italiano (n. 1848)
- 27 settembre - Osbert Chadwick, ingegnere britannico (n. 1844)
- 28 settembre - Alfred East, pittore, incisore e scrittore inglese (n. 1844)
- 29 settembre - Gabriele Dulcetta, nobile, politico e mafioso italiano (n. 1856)
- 30 settembre - Rudolf Diesel, ingegnere tedesco (n. 1858)
- 30 settembre - Reginald Fitz, medico statunitense (n. 1843)

## Ottobre(40)
- 1º ottobre - Goffredo Ghirardini, patriota italiano (n. 1841)
- 1º ottobre - Giuseppe Puccianti, scrittore e poeta italiano (n. 1830)
- 2 ottobre - Francesco Cucchi, patriota e politico italiano (n. 1834)
- 2 ottobre - Saverio Fava, diplomatico e politico italiano (n. 1832)
- 3 ottobre - Paul Preuss, alpinista austriaco (n. 1886)
- 3 ottobre - Nathaniel Semple, tennista statunitense (n. 1876)
- 5 ottobre - Giuseppe Foschiani, vescovo cattolico italiano (n. 1848)
- 5 ottobre - Patrick Augustine Sheehan, religioso irlandese (n. 1852)
- 7 ottobre - Belisario Domínguez, politico messicano (n. 1863)
- 7 ottobre - Ľudovít Vladimír Rizner, scrittore, bibliografo e etnografo slovacco (n. 1849)
- 8 ottobre - David G. Baird, scacchista statunitense (n. 1854)
- 8 ottobre - George William Palmer, imprenditore e politico inglese (n. 1851)
- 10 ottobre - Gregorio María Aguirre y García, cardinale e arcivescovo cattolico spagnolo (n. 1835)
- 10 ottobre - Adolphus Busch, imprenditore e filantropo tedesco (n. 1839)
- 10 ottobre - Hans Heyerdahl, pittore svedese (n. 1857)
- 10 ottobre - Katsura Tarō, militare e politico giapponese (n. 1848)
- 11 ottobre - Gerolamo Emilio Gerini, militare italiano (n. 1860)
- 13 ottobre - Blanche Monnier, francese (n. 1849)
- 13 ottobre - Leonid Sobolev, militare e politico russo (n. 1844)
- 14 ottobre - Ferdinand Rüegg, vescovo cattolico svizzero (n. 1847)
- 15 ottobre - Walter Rutherford, golfista scozzese (n. 1857)
- 15 ottobre - Faysal bin Turki, sovrano omanita (n. 1864)
- 16 ottobre - Mario Luigi Cerati, scrittore e giornalista italiano (n. 1876)
- 16 ottobre - Ralph Rose, pesista, discobolo e martellista statunitense (n. 1885)
- 18 ottobre - Dinuzulu kaCetshwayo, sovrano (n. 1868)
- 20 ottobre - Charles Brookfield, attore e sceneggiatore inglese (n. 1857)
- 20 ottobre - William Clark, arciere statunitense (n. 1842)
- 20 ottobre - Daniel David Palmer, pseudoscienziato canadese (n. 1845)
- 21 ottobre - Samuel J. Crawford, politico statunitense (n. 1835)
- 21 ottobre - Elias Schrenk, teologo tedesco (n. 1831)
- 21 ottobre - Scipio Sighele, psicologo, sociologo e criminologo italiano (n. 1868)
- 21 ottobre - Oswald von Thun und Hohenstein, politico austriaco (n. 1849)
- 22 ottobre - Just Lucas-Championnière, chirurgo francese (n. 1843)
- 23 ottobre - Edwin Klebs, patologo tedesco (n. 1834)
- 25 ottobre - Frederick Rolfe, scrittore e fotografo inglese (n. 1860)
- 26 ottobre - Celina Chludzińska Borzęcka, religiosa polacca (n. 1833)
- 27 ottobre - Simon Zavarian, rivoluzionario armeno (n. 1866)
- 28 ottobre - Ignazio Boncompagni Ludovisi, politico italiano (n. 1845)
- 29 ottobre - Darío de Regoyos, pittore spagnolo (n. 1857)
- 30 ottobre - Sophie Opel, imprenditrice tedesca (n. 1840)

## Novembre(28)
- 2 novembre - Dante Pantanelli, geologo e paleontologo italiano (n. 1844)
- 3 novembre - Sava Grujić, militare e politico serbo (n. 1840)
- 3 novembre - Emil Ponfick, patologo tedesco (n. 1844)
- 3 novembre - Hans Bronsart von Schellendorff, compositore e direttore d'orchestra tedesco (n. 1830)
- 4 novembre - Fredericus Anna Jentink, zoologo olandese (n. 1844)
- 6 novembre - Luigi Roux, politico, giornalista e editore italiano (n. 1848)
- 7 novembre - Alfred Russel Wallace, naturalista, geografo e biologo britannico (n. 1823)
- 8 novembre - John Belcher, architetto inglese (n. 1841)
- 11 novembre - Silverio Martinoli, artigiano e scultore italiano (n. 1830)
- 13 novembre - Adam Mahrburg, filosofo polacco (n. 1855)
- 14 novembre - Kıbrıslı Mehmed Kamil Pascià, politico ottomano (n. 1833)
- 15 novembre - Fritz Dettelmaier, calciatore austriaco (n. 1884)
- 15 novembre - Antonin Fritsch, paleontologo, biologo e geologo ceco (n. 1832)
- 15 novembre - Charles Gilbert Heathcote, tennista britannico (n. 1841)
- 15 novembre - Camille Armand de Polignac, nobile e militare francese (n. 1832)
- 17 novembre - Mathilde Marchesi, mezzosoprano tedesca (n. 1821)
- 20 novembre - Helen Appo Cook, attivista statunitense (n. 1837)
- 21 novembre - Francesco Acri, filosofo italiano (n. 1834)
- 22 novembre - Ernesto Della Torre, patriota e politico italiano (n. 1844)
- 22 novembre - Édouard Lockroy, politico francese (n. 1838)
- 22 novembre - Tokugawa Yoshinobu, militare giapponese (n. 1837)
- 23 novembre - Margarita Ortega, militare messicana (n. 1871)
- 25 novembre - Ignatius Taschner, scultore e incisore tedesco (n. 1871)
- 27 novembre - Rudolf Smend, teologo tedesco (n. 1851)
- 28 novembre - Henry Potonié, botanico tedesco (n. 1857)
- 28 novembre - Ignazio Zuccaro, vescovo cattolico italiano (n. 1839)
- 30 novembre - Johan August Ekman, arcivescovo luterano e teologo svedese (n. 1845)
- 30 novembre - Gregorio de Laferrère, scrittore argentino (n. 1867)

## Dicembre(40)
- 1º dicembre - Juhan Liiv, scrittore e poeta estone (n. 1864)
- 2 dicembre - Aleksandr Petrovič Sokolov, pittore russo (n. 1829)
- 3 dicembre - Nicola Sculco, storico italiano (n. 1846)
- 5 dicembre - Francesco Paternostro, politico e prefetto italiano (n. 1840)
- 5 dicembre - Anton von Wolkenstein-Trostburg, diplomatico austro-ungarico (n. 1832)
- 6 dicembre - Martin Aagaard, pittore norvegese (n. 1863)
- 7 dicembre - Antonio Greco, attore italiano (n. 1884)
- 7 dicembre - Ernst Heinrich Göring, politico e diplomatico tedesco (n. 1839)
- 7 dicembre - Camille Jenatzy, ingegnere e pilota automobilistico belga (n. 1868)
- 7 dicembre - Luigi Oreglia di Santo Stefano, cardinale e arcivescovo cattolico italiano (n. 1828)
- 8 dicembre - Granville Waldegrave, III barone Radstock, nobile e militare inglese (n. 1833)
- 9 dicembre - Franz Kullak, pianista e compositore tedesco (n. 1844)
- 10 dicembre - Angelo Rossi, politico italiano (n. 1838)
- 10 dicembre - Seniye Hanimsultan, principessa ottomana (n. 1843)
- 12 dicembre - Menelik II, imperatore etiope (n. 1844)
- 13 dicembre - Giuseppe Airoldi, enigmista e giornalista italiano (n. 1861)
- 13 dicembre - Giuseppe Cognata, politico italiano (n. 1823)
- 14 dicembre - Manuel González de Cosío, generale e politico messicano (n. 1836)
- 15 dicembre - Karl Wilhelm Diefenbach, pittore tedesco (n. 1851)
- 16 dicembre - Mariano Rampolla del Tindaro, cardinale e arcivescovo cattolico italiano (n. 1843)
- 17 dicembre - Stefano Gobatti, compositore italiano (n. 1852)
- 19 dicembre - Antimo VII di Costantinopoli, arcivescovo ortodosso greco
- 19 dicembre - Vittorio Cuniberti, ingegnere navale e militare italiano (n. 1854)
- 20 dicembre - Julius Scheiner, astronomo tedesco (n. 1858)
- 21 dicembre - Antonino D'Antona, medico e politico italiano (n. 1842)
- 22 dicembre - Francesco Maria Di Francia, presbitero italiano (n. 1853)
- 23 dicembre - Asahel Bush, editore e imprenditore statunitense (n. 1824)
- 23 dicembre - Jules Claretie, scrittore, storico e giornalista francese (n. 1840)
- 24 dicembre - Jacob Brønnum Scavenius Estrup, politico danese (n. 1825)
- 25 dicembre - Gaetano Crespi, scrittore e poeta italiano (n. 1852)
- 25 dicembre - Domenico De Dominicis, militare italiano (n. 1875)
- 25 dicembre - Louis Poyet, incisore e illustratore francese (n. 1846)
- 26 dicembre - Giorgio Politeo, filosofo e educatore italiano (n. 1827)
- 27 dicembre - Antonia di Braganza, principessa portoghese (n. 1845)
- 28 dicembre - Francesco Sclavo, militare e scrittore italiano (n. 1837)
- 29 dicembre - Doc Middleton, pistolero statunitense (n. 1851)
- 29 dicembre - Salvatore Gambardella, musicista e paroliere italiano (n. 1871)
- 30 dicembre - Giovanni Maria Boccardo, presbitero italiano (n. 1848)
- 30 dicembre - Harry Fragson, attore, cantante e compositore inglese (n. 1869)
- 31 dicembre - Seth Carlo Chandler, astronomo statunitense (n. 1846)

## Senza giorno specificato(43)
- Julius Adam II, pittore tedesco (n. 1852)
- Benjamin Altman, imprenditore, collezionista d'arte e mecenate statunitense (n. 1840)
- Louis André, generale francese (n. 1838)
- Francesco Artale, attore teatrale e impresario teatrale italiano (n. 1850)
- Nicola Bardoscia, politico e patriota italiano (n. 1821)
- Luigi Carbone, patriota italiano (n. 1837)
- Louis-Robert Carrier-Belleuse, scultore e pittore francese (n. 1848)
- Enrico Cassi, scultore italiano (n. 1863)
- Jean Chaffanjon, esploratore francese (n. 1854)
- Francesco Ciotti, attore teatrale italiano (n. 1833)
- Edith Cooper, scrittrice e poetessa inglese (n. 1862)
- Alfredo Costa, baritono italiano (n. 1874)
- Carl Hermann Credner, geologo tedesco (n. 1841)
- Teodoro Cuniberti, attore teatrale e commediografo italiano (n. 1849)
- Achille De Lucrezi, scultore italiano (n. 1827)
- Théophile Ducrocq, giurista francese (n. 1829)
- Johan Casimir Ehrnrooth, militare e politico russo (n. 1833)
- Achille Eugène Finet, botanico francese (n. 1863)
- Evangelos Gerakeris, maratoneta greco (n. 1871)
- Fred Gerard, militare statunitense (n. 1823)
- Aleksandr Stepanovič Kučin, navigatore, esploratore e oceanografo russo (n. 1888)
- Pierre Mahé, filatelista e giornalista francese (n. 1833)
- Konstantinos Manos, poeta, sportivo e politico greco (n. 1869)
- John Milne, geologo britannico (n. 1850)
- Leonardo Márquez, generale messicano (n. 1820)
- Girolamo Nattino, pittore italiano (n. 1842)
- Giuseppe Ohrwalder, missionario italiano (n. 1856)
- Angelina Ortolani, soprano italiano (n. 1834)
- Marie Popelin, avvocata, insegnante e attivista belga (n. 1846)
- Enrico Prati, pittore e scenografo italiano (n. 1842)
- Filippo Prosperi, pittore italiano (n. 1831)
- Al-Zubayr Rahma Mansur, mercante e militare sudanese (n. 1831)
- Giuseppe Re David, avvocato e politico italiano (n. 1852)
- Eugène Revillout, egittologo francese (n. 1845)
- John Saxby, ingegnere inglese (n. 1821)
- Albertus Willem Sijthoff, editore olandese (n. 1829)
- Georgij Štakel'berg, generale russo (n. 1851)
- Süleyman Seyyid, pittore ottomano (n. 1842)
- Samuel F. Tappan, giornalista e militare statunitense (n. 1831)
- Dante Vaglieri, archeologo e epigrafista austriaco (n. 1865)
- Andrej Ippolitovič Vil'kickij, cartografo e geodeta russo (n. 1858)
- Yaakov Dovid Wilovsky, rabbino e insegnante russo (n. 1845)
- Blanche Wittman, francese (n. 1859)